# Grande roue de Paris (Exposition universelle de 1900)
Cet article concerne la grande roue de l'Exposition universelle de 1900 à Paris. Pour la grande roue de Marcel Campion à Paris, voir Roue de Paris.
La grande roue de Paris était une grande roue d'un diamètre annoncé de 100 mètres, construite à l'occasion de l'Exposition universelle de 1900 à Paris, avenue de Suffren, en face de la galerie des Machines, à l'emplacement actuel du Village suisse, puis désassemblée et démantelée.

## Histoire

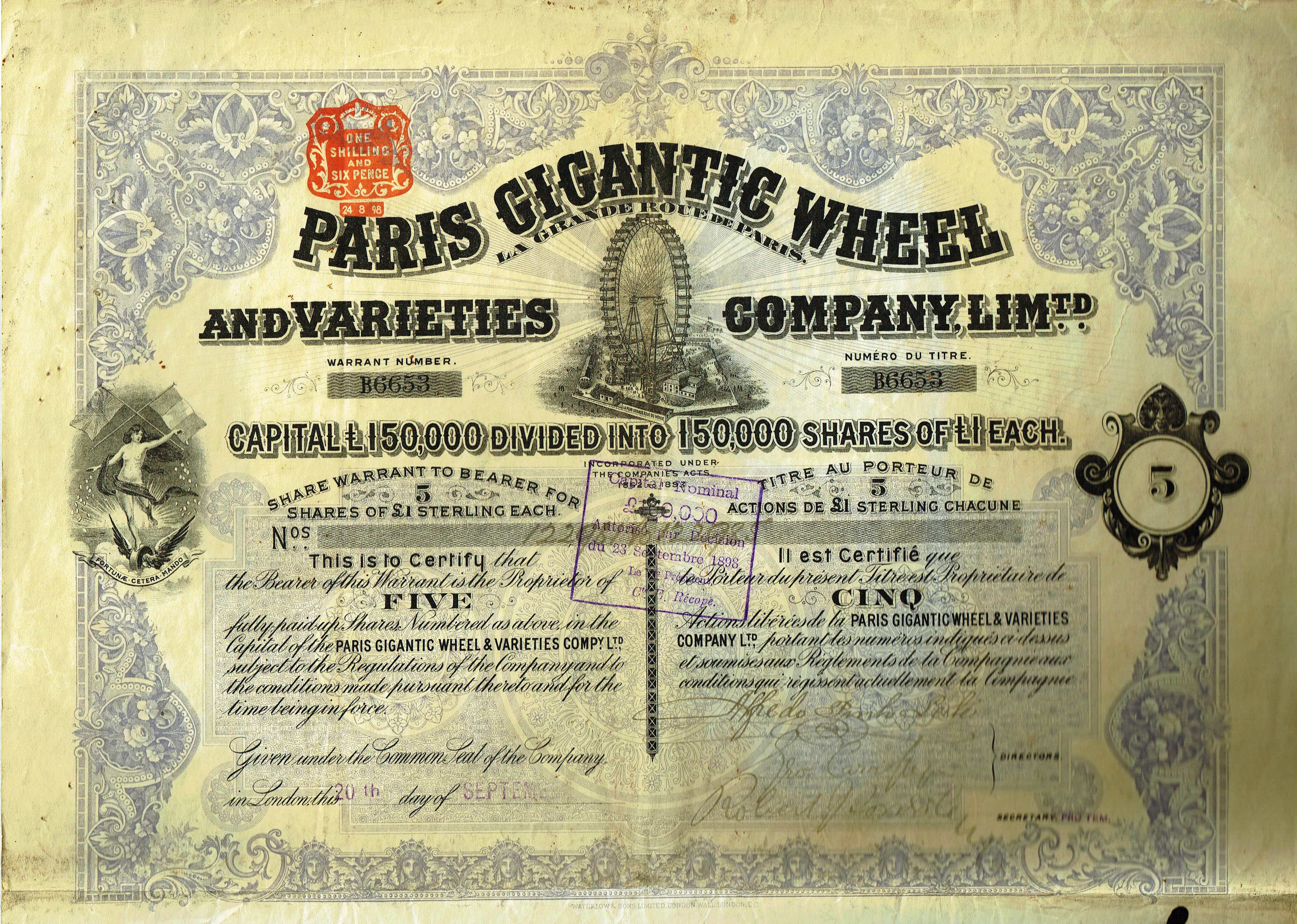
Action de la Paris Gigantic Wheel and Varieties Company Ltd en date du 20 septembre 1898.

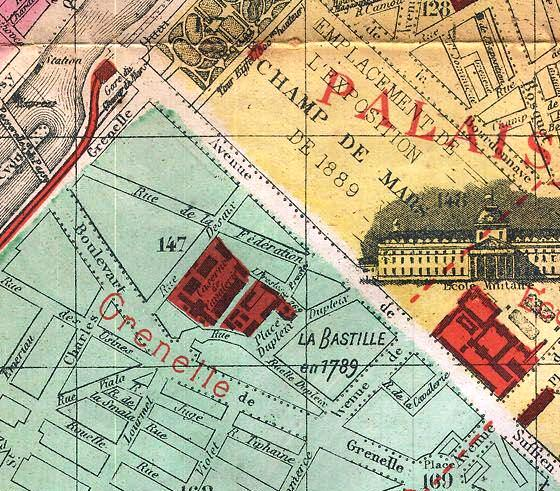
Le site lors de la précédente Exposition universelle.

La grande roue de Paris est édifiée pour être l'emblème de l'Exposition universelle de 1900, à l'image de la tour Eiffel pour l'Exposition universelle de Paris de 1889.
Elle est alors la grande roue la plus haute au monde. Il est souvent rapporté que sa taille atteint 100 mètres. Son diamètre est exactement de 93 mètres. En additionnant son piédestal de trois mètres, la roue culmine à 96 mètres.
Elle est érigée sur une parcelle du pâté de maisons où, lors de l'Exposition universelle de Paris de 1889, était installée une reconstruction de la Bastille et de son voisinage, avec une cour intérieure couverte d'un plafond bleu décoré de fleurs de lys.
La grande roue de Paris fut conçue et gérée par une société par actions anglaise, Paris Gigantic Wheel and Variety Company Ltd. Pour financer la construction de l'attraction, la société émet des actions. Son exploitation n'a jamais été suffisamment bénéficiaire pour distribuer des dividendes. Théodore Vienne, industriel et fondateur de la course cycliste Paris-Roubaix, était à la fois propriétaire et directeur de la grande roue de Paris. Située au coin de l'avenue de Suffren et de la rue Dupleix, elle comportait 40 nacelles de treize mètres de long en forme de wagons, pouvant transporter chacune 30 personnes. Une rotation complète durait vingt minutes. Huit nacelles étaient simultanément disponibles lors de chaque arrêt. La roue se meut grâce à une machine à vapeur d'une puissance de 120 chevaux.
George Washington Gale Ferris Jr., l'inventeur de la grande roue moderne, inaugure le premier de ces manèges à l'Exposition universelle de 1893. Le succès de cette invention a incité l'officier de marine britannique et ingénieur Walter Bassett Basset (1864 - 1907) à acheter le brevet de Ferris et à construire par la suite quatre autres grandes roues en Europe. Elles sont alors situées à Londres (en), Blackpool, Vienne et Paris,. Située dans le Prater, la seule de ces cinq premières grandes roues modernes encore debout est la grande roue de Vienne, une copie structurellement plus petite de la grande roue de Blackpool.
La grande roue de Paris est désassemblée de 1920 à 1922, les matériaux démontés sont proposés à la vente. Les abords d'une voie où se dressait le Village suisse de l'Exposition voient la création de cabanons faisant office d'échoppes et de boutiques. D'aucuns rapportent que les chiffonniers s'emparent des nacelles pour y tenir commerce, annonçant le futur Village suisse des antiquaires.
La Bibliothèque nationale de France conserve plusieurs photographies de l'agence Rol dont le sujet est le désassemblage et le démontage de la grande roue de 1920 à 1922.

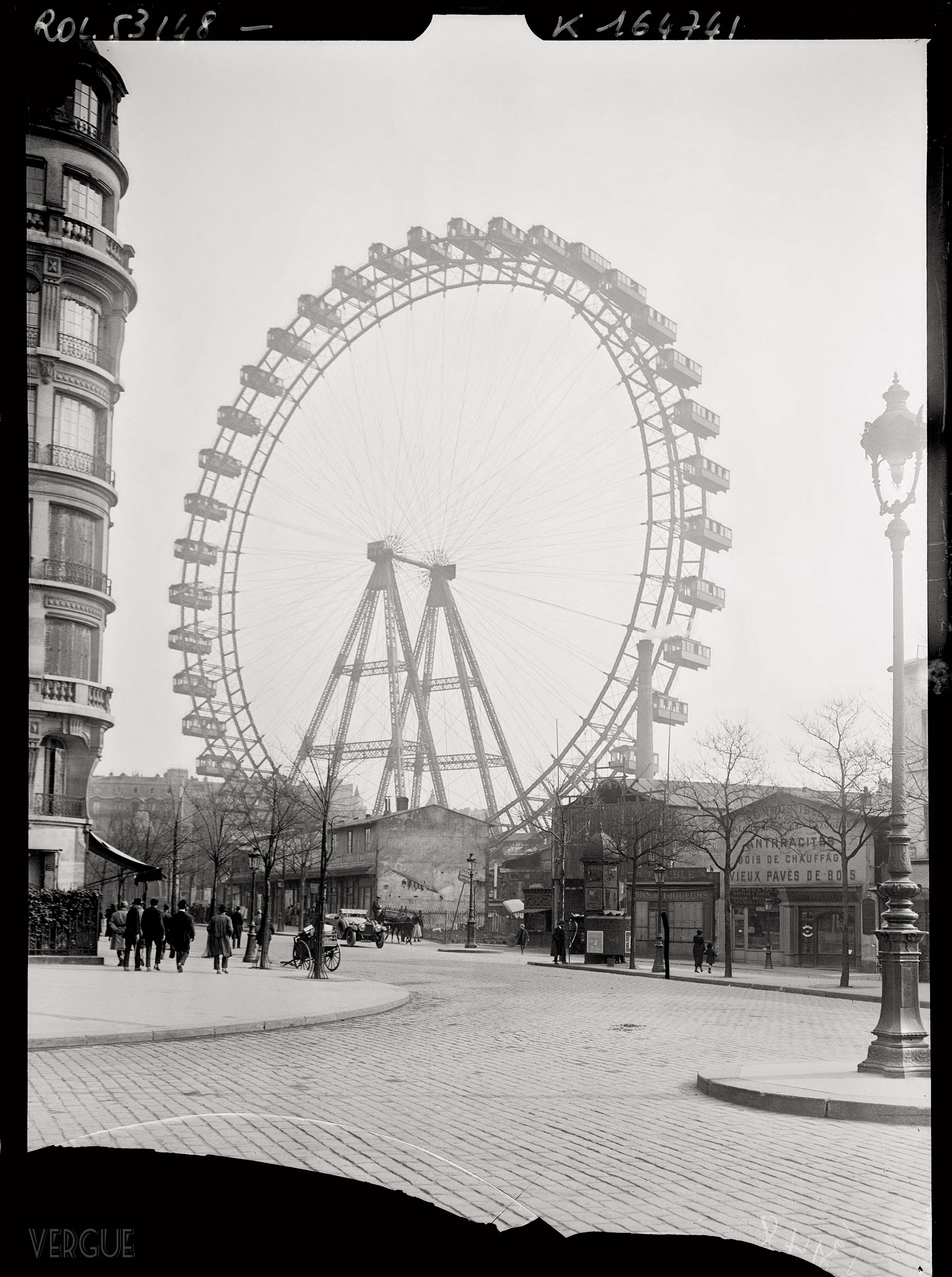
La roue intacte, 1919.
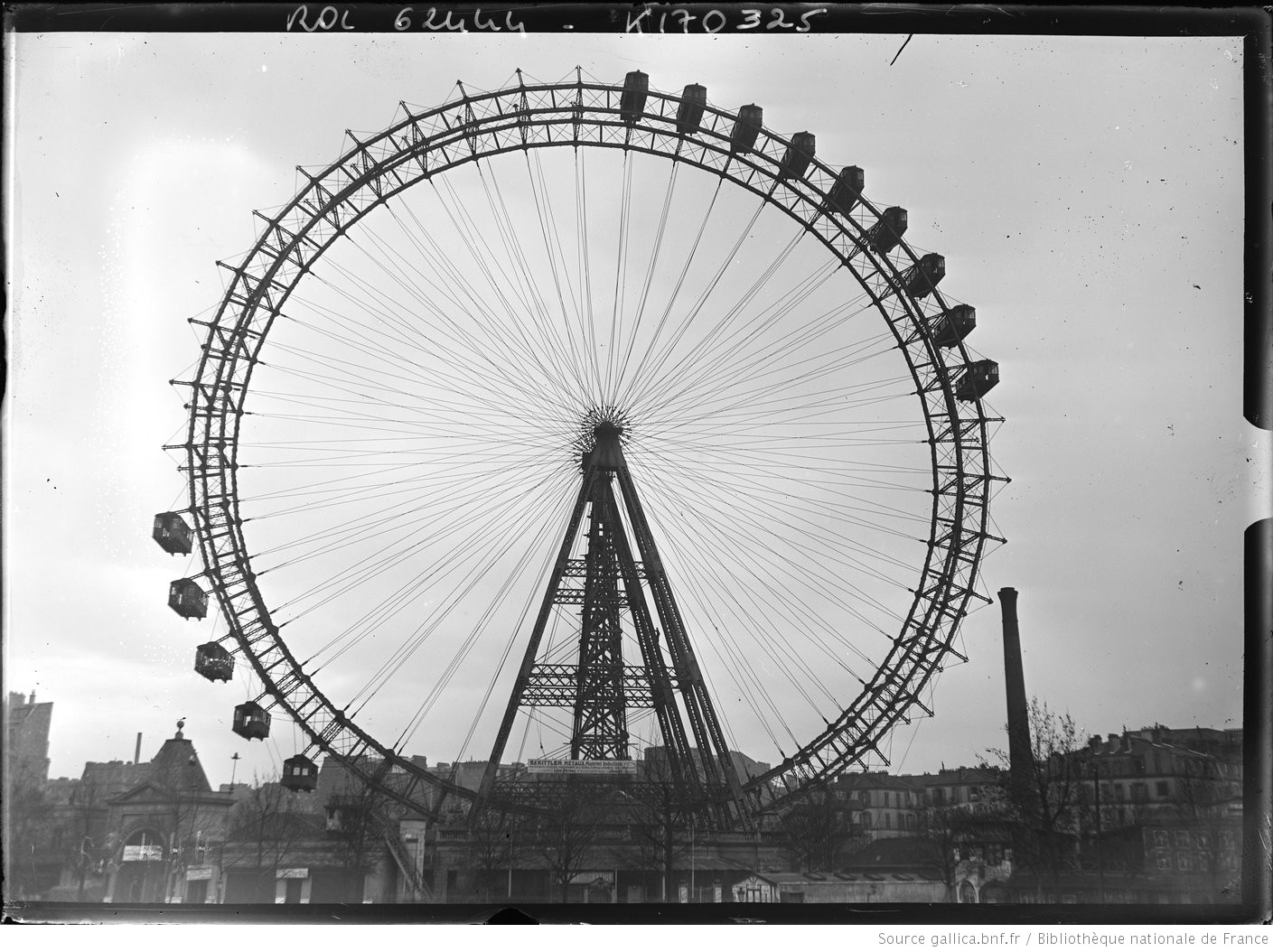
Début du démontage et mise en vente des matériaux, décembre 1920.
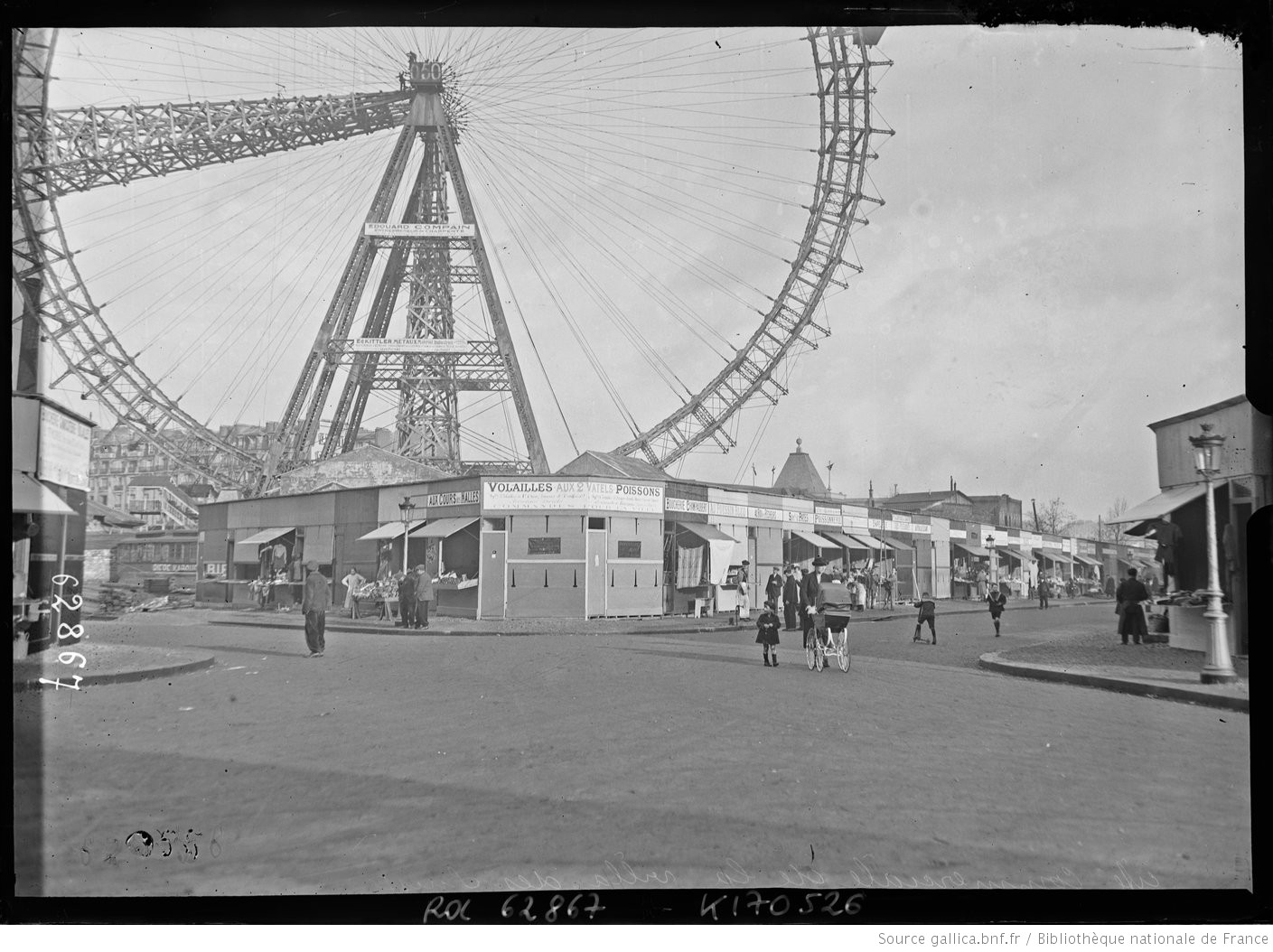
Démontage derrière le Village suisse, 1920.
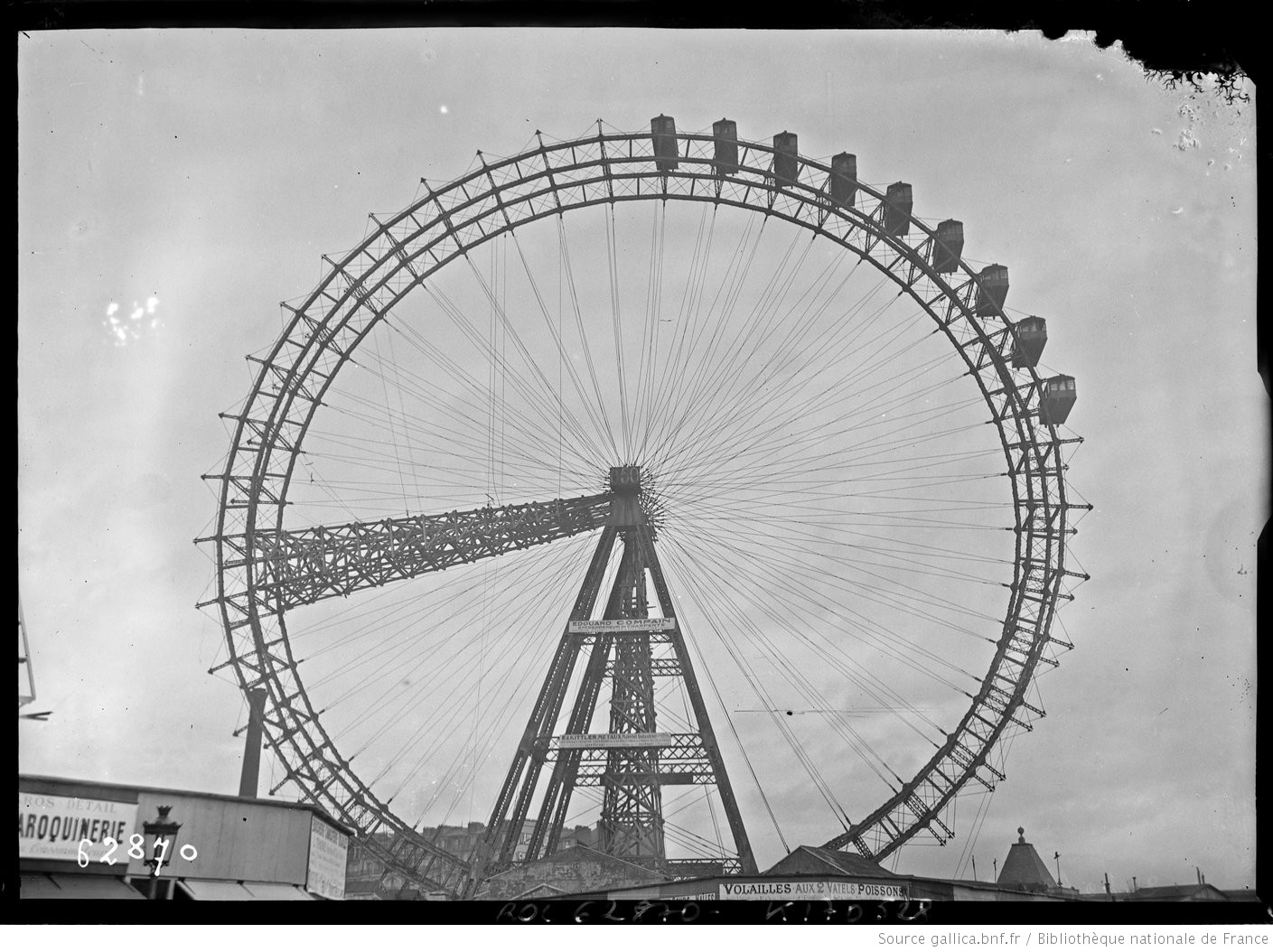
Neuf nacelles encore en place, 1920.
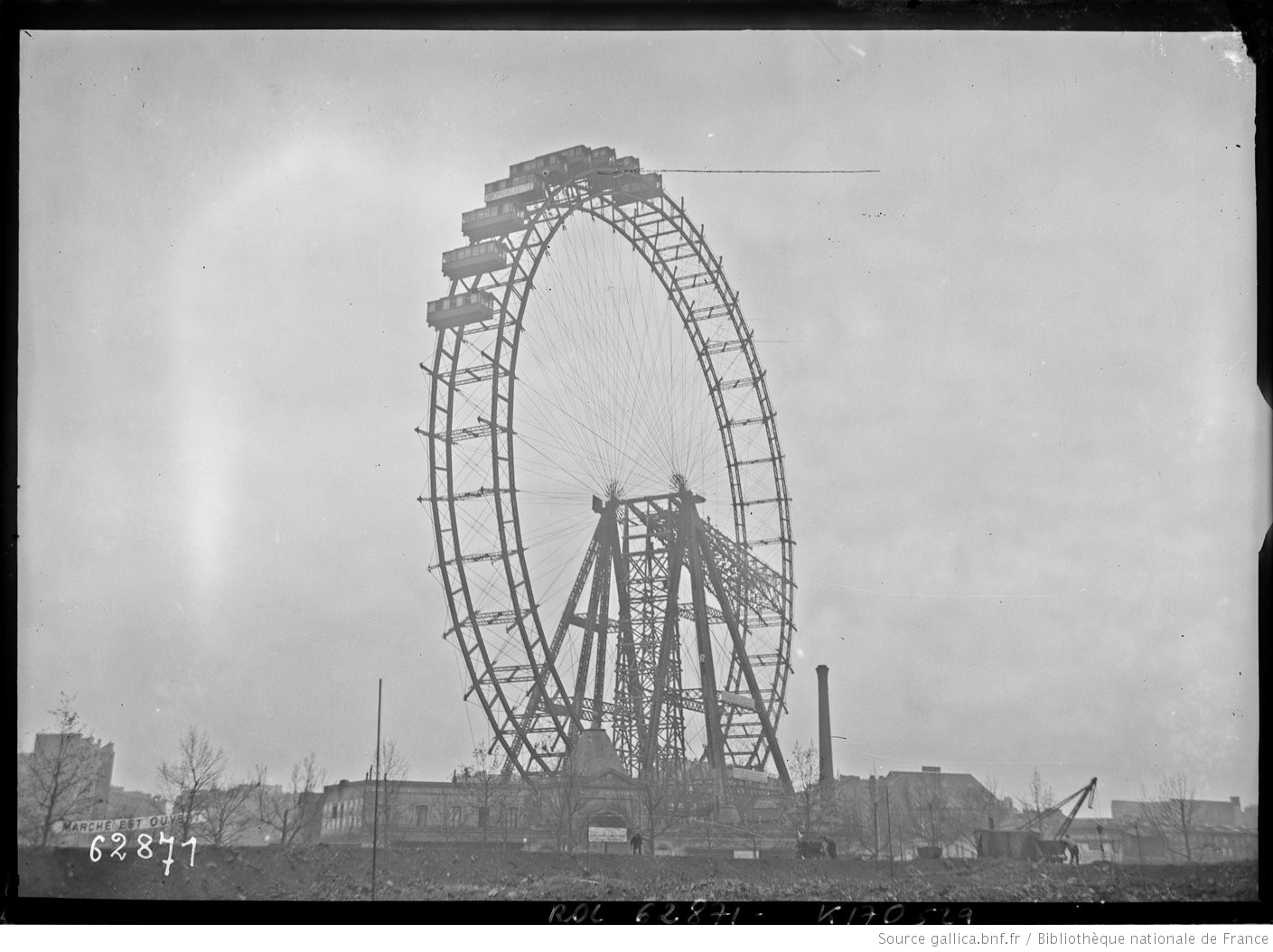
Neuf nacelles encore en place, 1920.
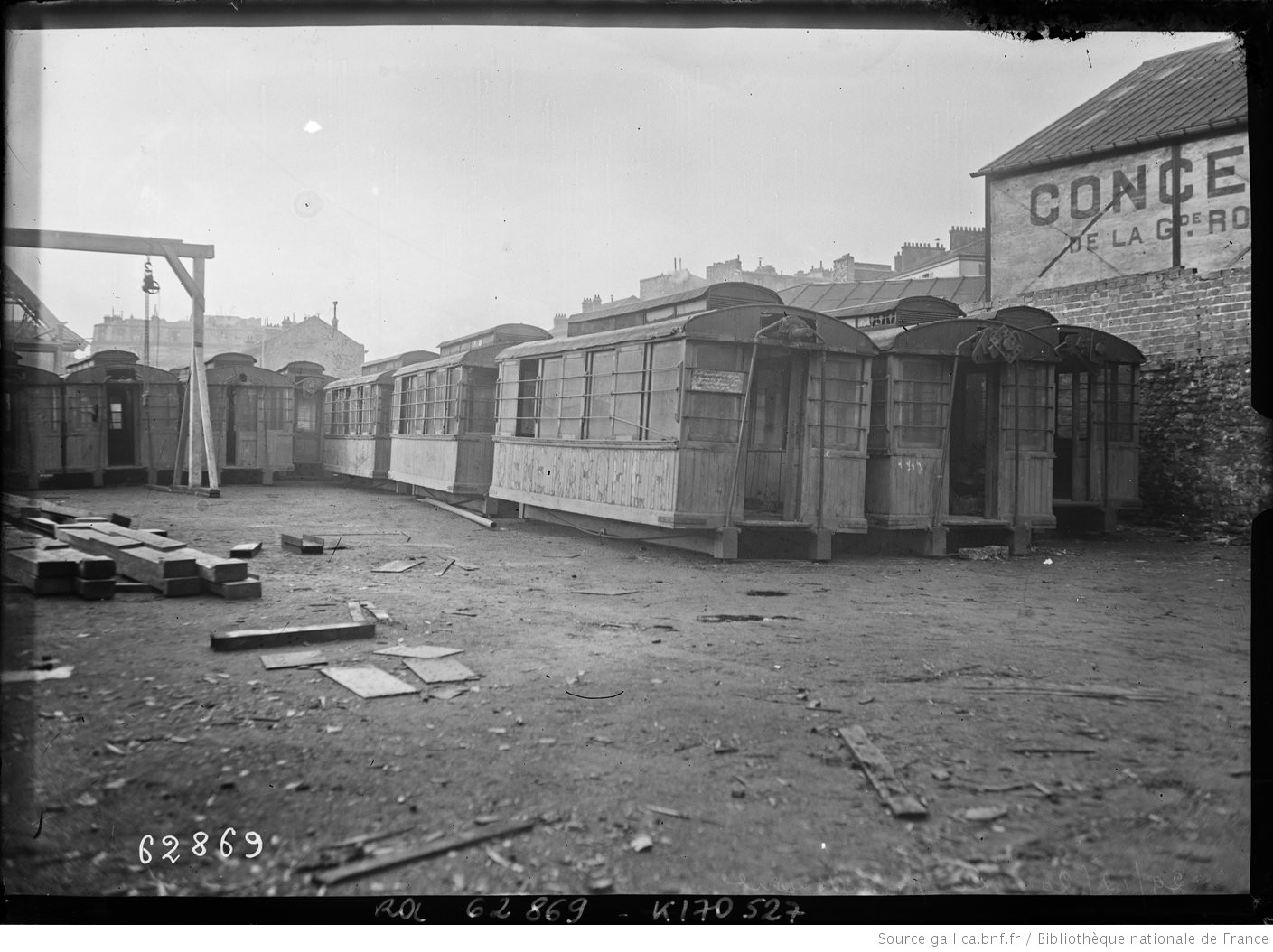
Les nacelles démontées, 1920.
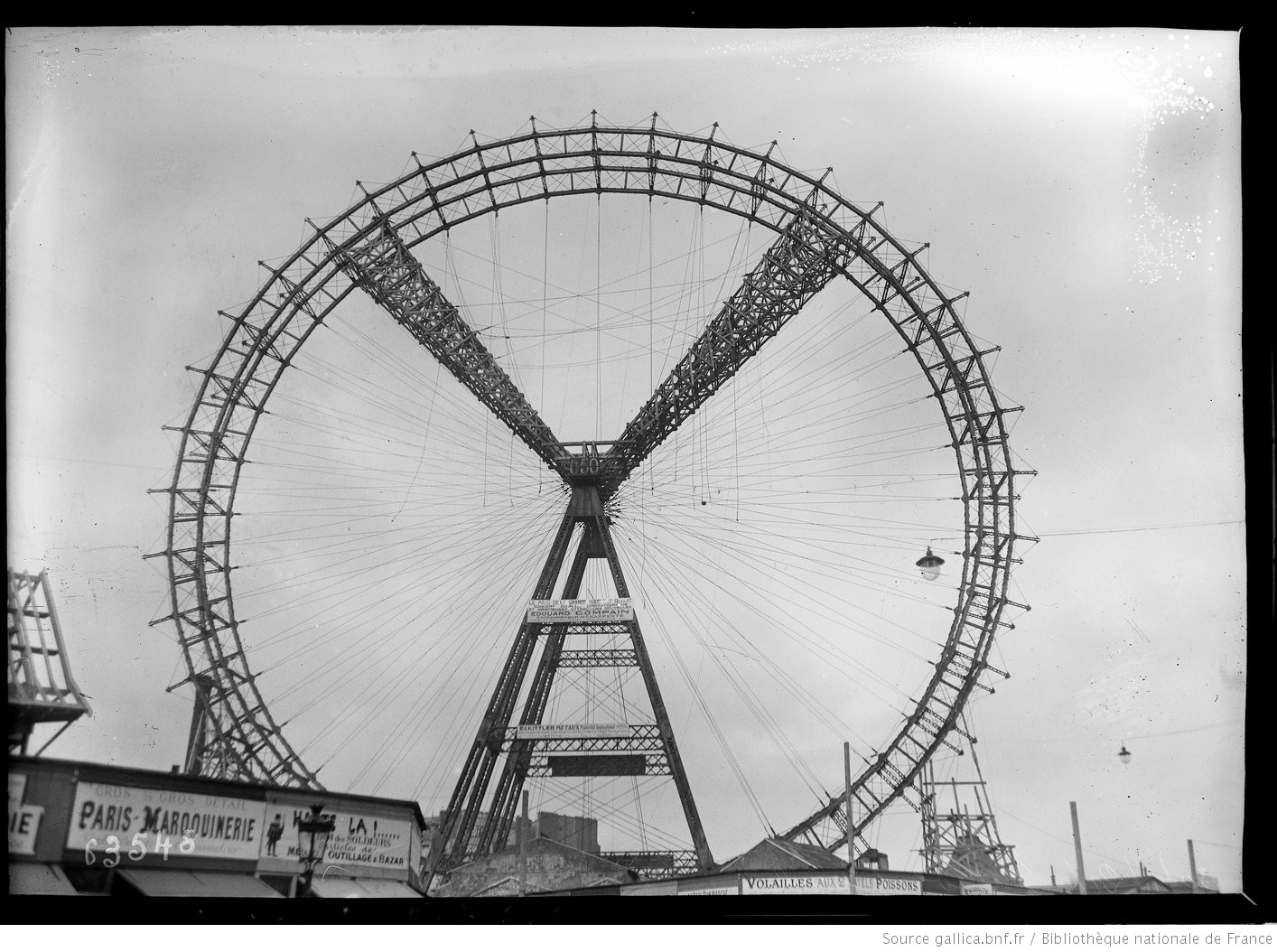
Les nacelles sont ôtées, 1921.
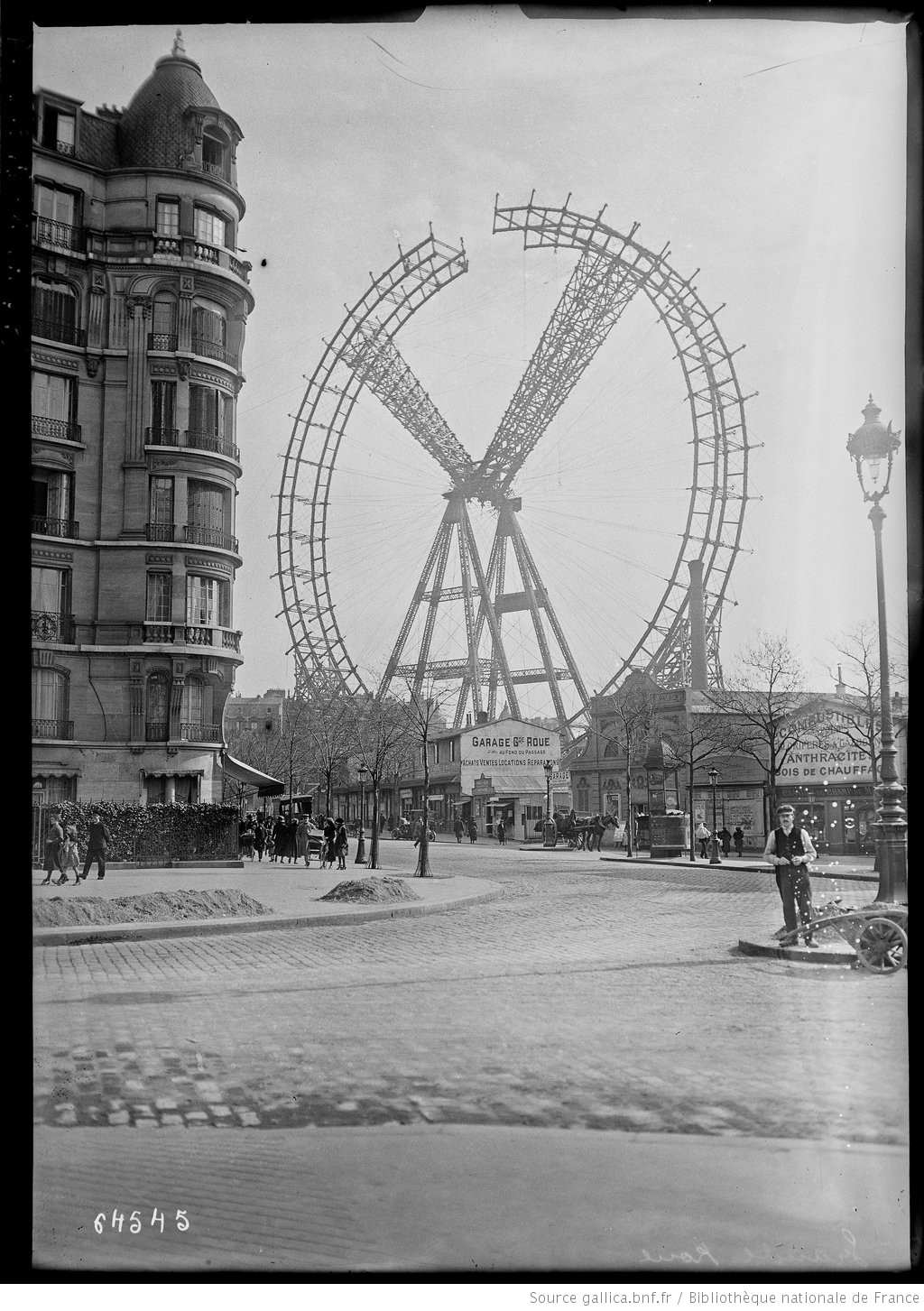
En 1921.
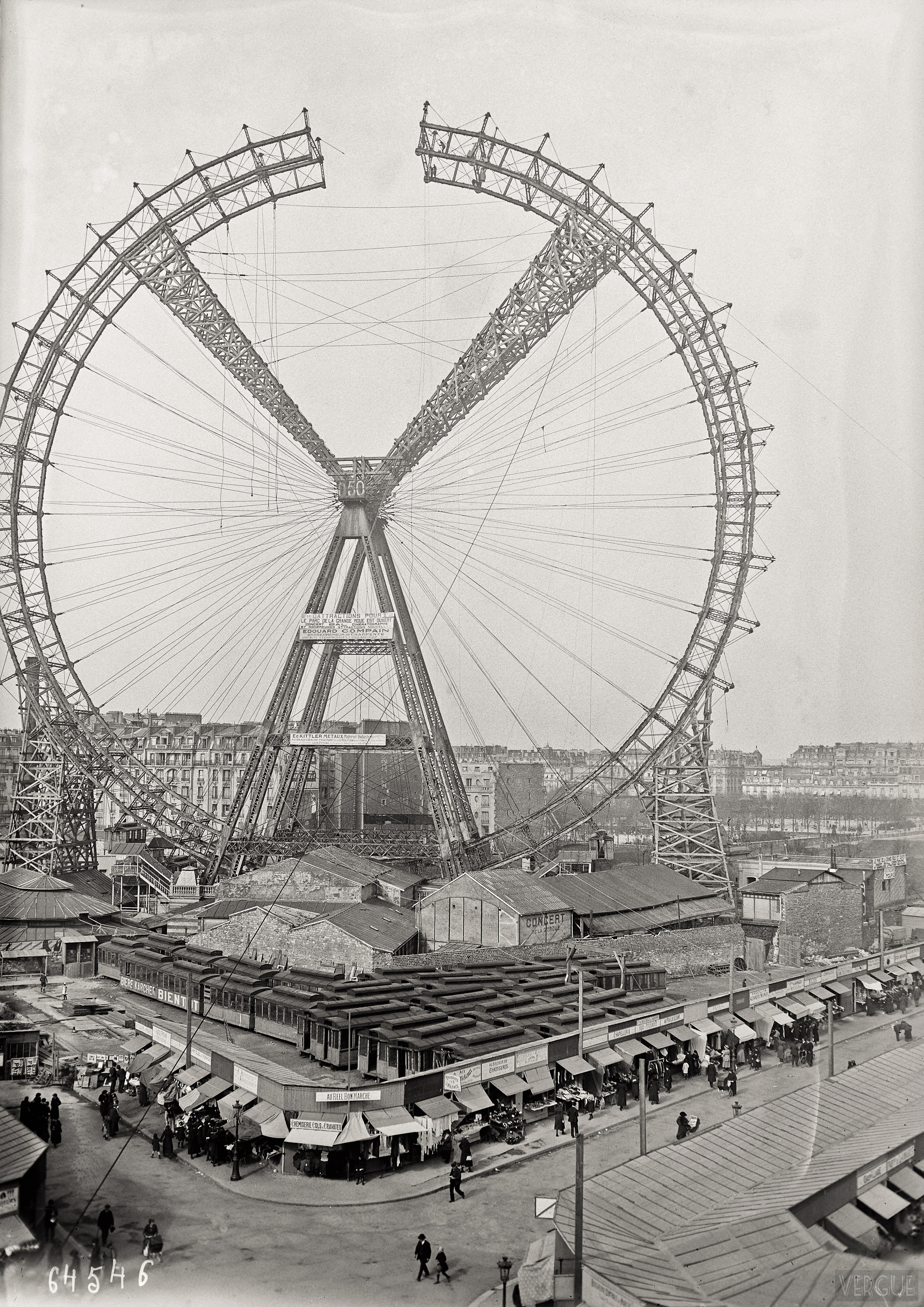
En 1921.
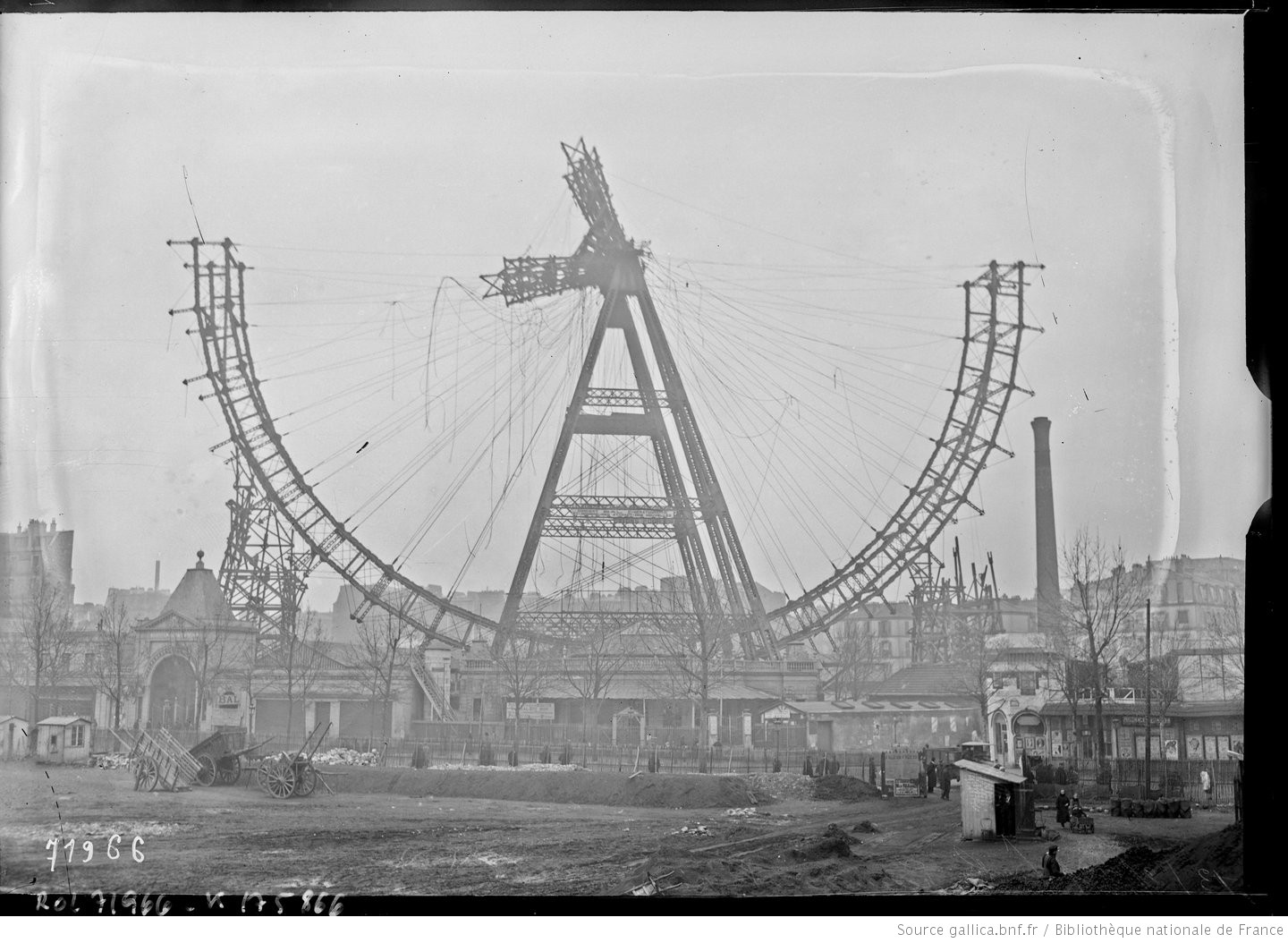
En 1922.
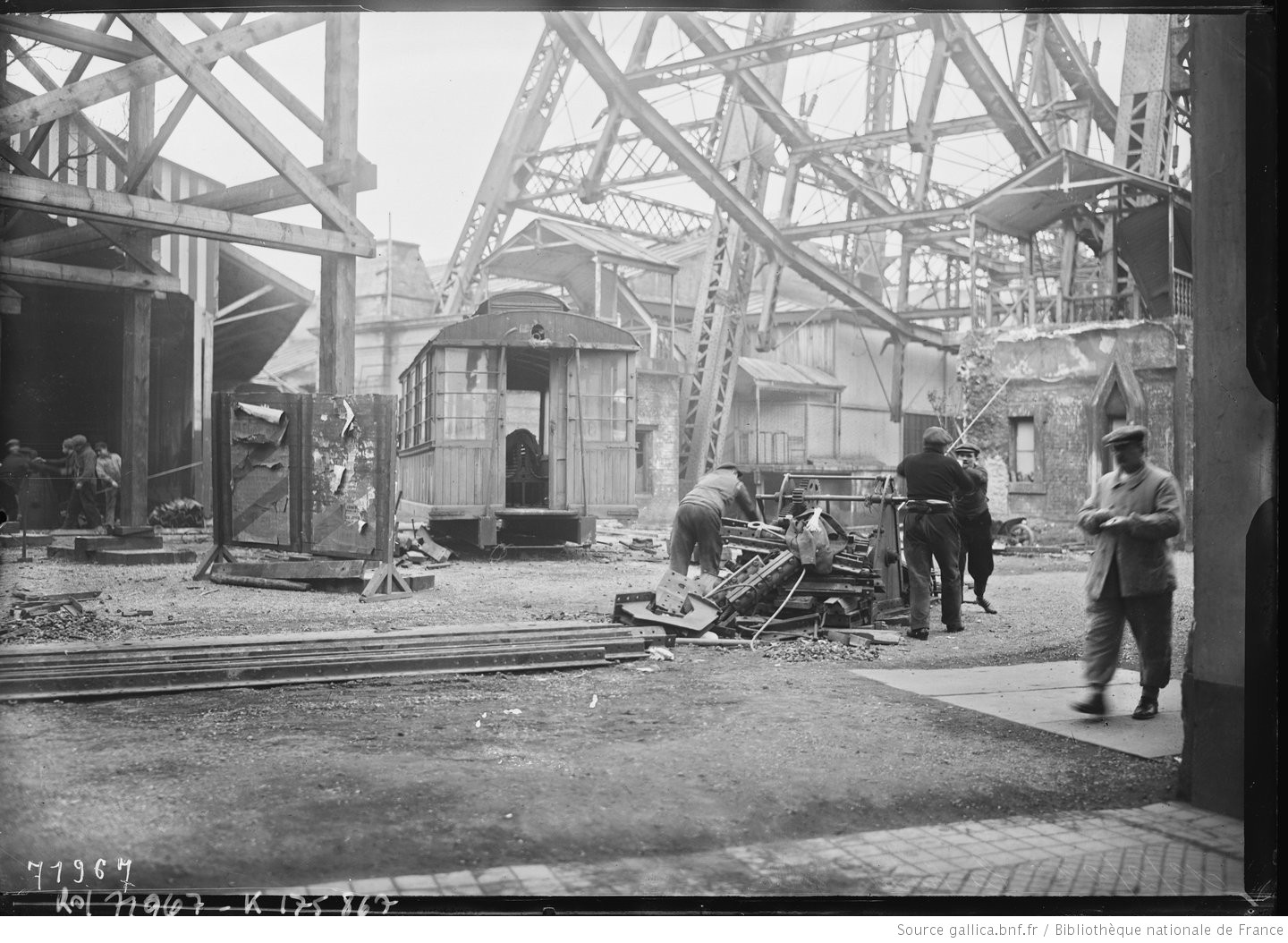
Le démontage, au sol, 1922.
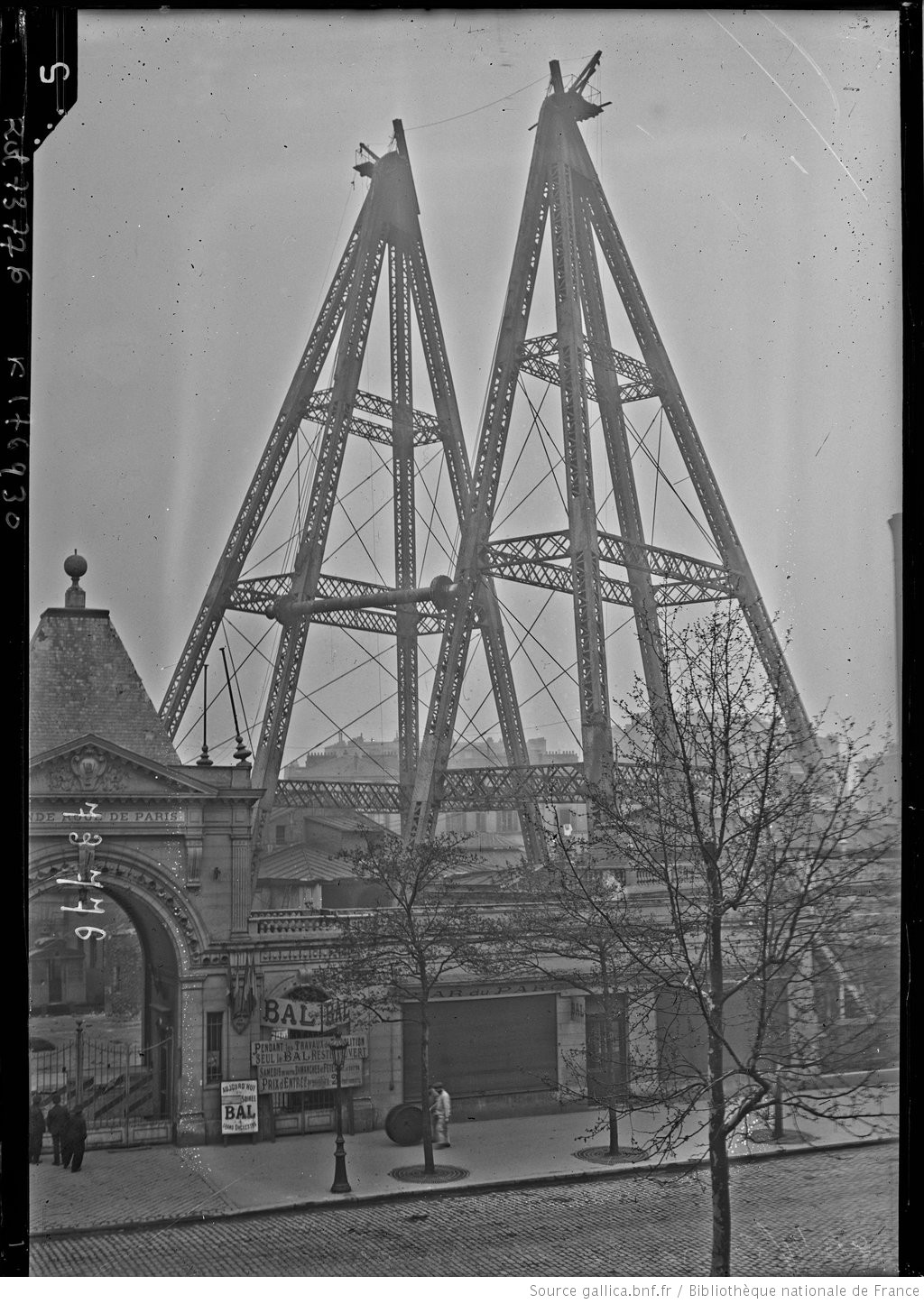
Les pylônes, en 1922.
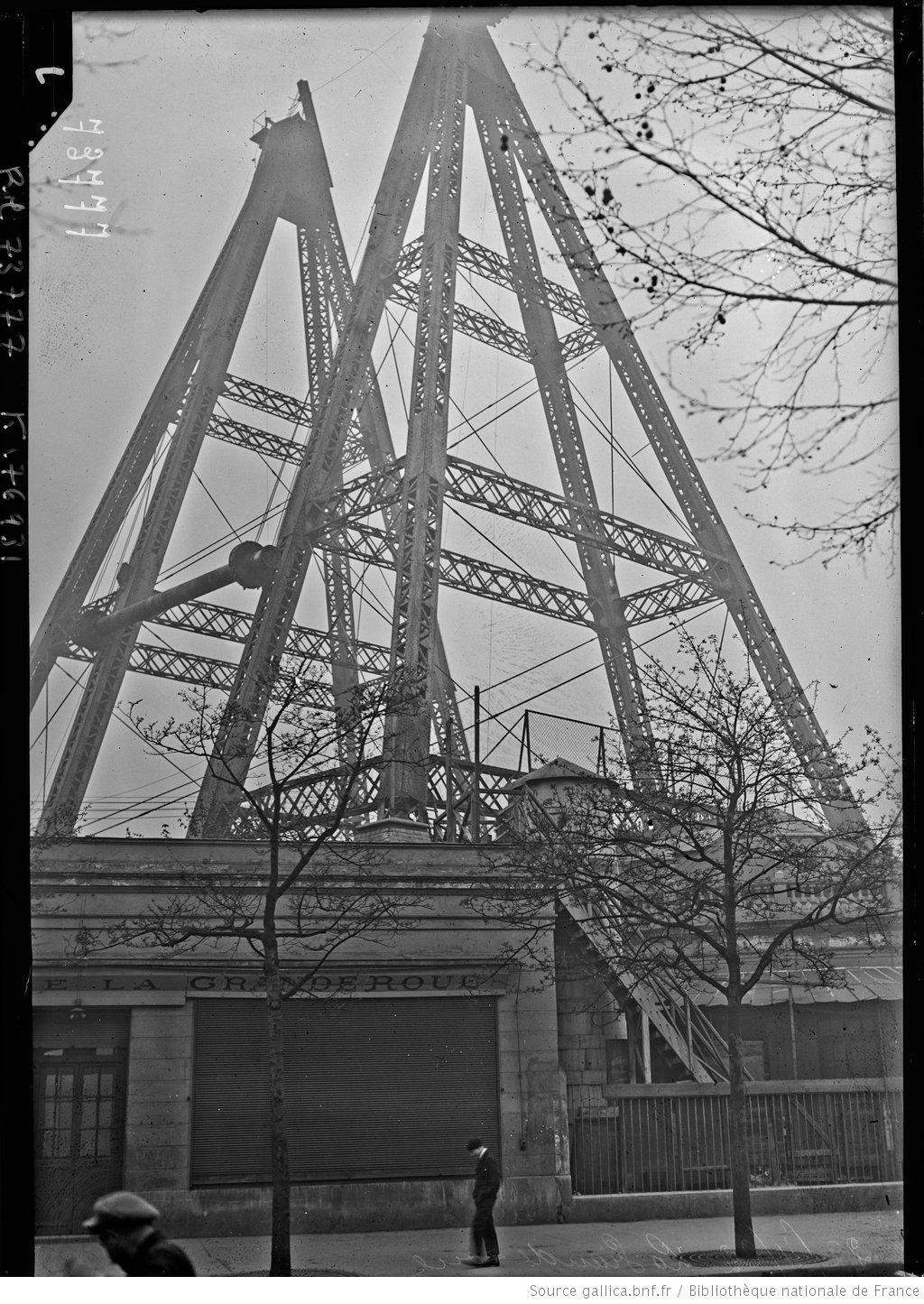
Fin du démontage, avril 1922.

Si l'on en croit The New York Times, les cabines ont été transformées en maisons pour des personnes devenues sans-abris à cause de la Première Guerre mondiale. Cette information est reprise par Norman D. Anderson dans son ouvrage Ferris wheels : an illustrated history.
L'Exposition universelle de 1937, le dernier événement de ce genre à avoir eu lieu à Paris, n'occupe pas le terrain de la grande roue de Paris et du Village suisse.
Le record de la grande roue la plus haute est battu lors de l'inauguration de Cosmo Clock 21 lors de l'exposition de Yokohama en 1989,.

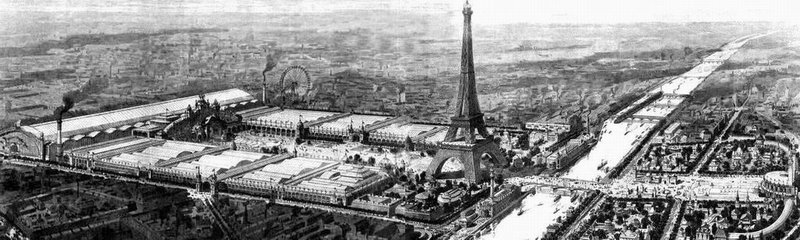
La grande roue pendant l'Exposition universelle de 1900.